# Dahran
Dahran ili Dhahran (arapski: الظهران‎ aẓ-Ẓahrān) je grad u Saudijskoj Arabiji.

## Zemljopis
Grad se nalazi u Istočnoj pokrajini Saudijske Arabije na obali Perzijskog zaljeva, regije najbogatije naftom na svijetu. Nalazi se istočno od Bahraina.

## Stanovnišvo
Dahran ima 138 135 stanovnika (2012.).

## Klima
Kiša u Dahranu općenito je rijetka, a obično se javlja u malim količinama u prosincu.